# バッティスタ・ドッシ

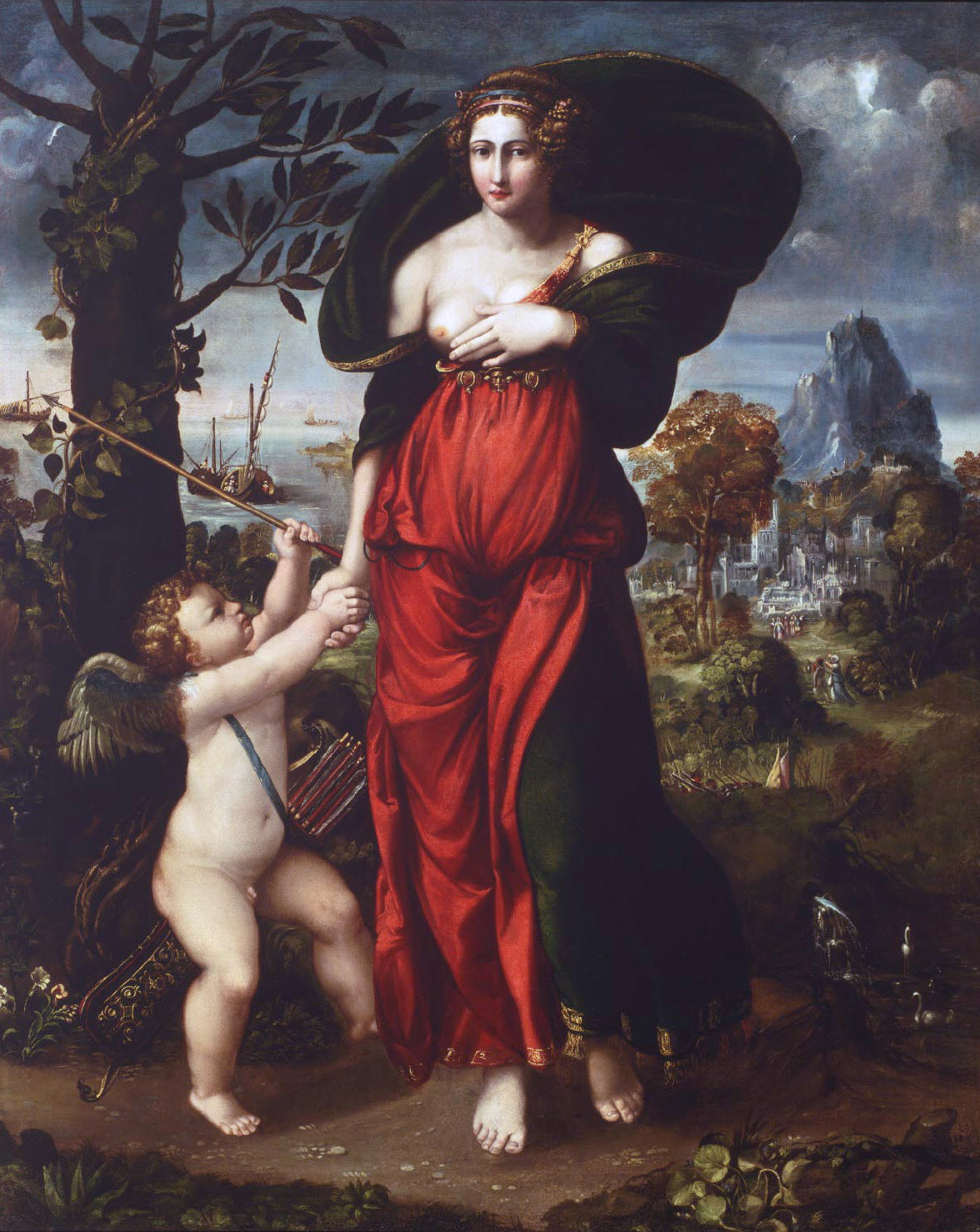
バッティスタ・ドッシ『ヴィーナスとクピド』（1540年頃）油彩、カンヴァス、フィラデルフィア美術館

バッティスタ・ドッシまたはバッティスタ・デ・ルテリ（Battista Dossi aka Battista de Luteri, 1490年頃 - 1548年頃）は、フェラーラ派に属するイタリアの画家。兄のドッソ・ドッシとともにフェラーラ宮廷に仕えたことが、バッティスタのキャリアのすべてである。1517年から1520年の間、ローマのラファエロの工房で働いていたと信じられている。弟子にカミーロ・フィリッピ（1500年頃 - 1574年。セバスティアーノ・フィリッピ Sebastiano Filippi の父親）がいる。